# Eugenio Zanetti
Eugenio Zanetti (Córdova, 1949) é um decorador de arte e diretor de ópera argentino. Venceu o Oscar de melhor direção de arte na edição de 1996 por Restoration.